# Nationale Vergadering (Gabon)
De Nationale Vergadering (Frans: Assemblée nationale) is het lagerhuis van het parlement van de Republiek Gabon. De Nationale Vergadering telt 143 leden die middels een tweeronden systeem worden gekozen. Wie van de twee overgebleven kandidaten per kiesdistrict de meeste stemmen heeft gekregen, is de winnaar van een zetel.
Het parlement wordt sinds de onafhankelijkheid (1960) gedomineerd door de Parti démocratique gabonais (PDG). Van 1968 tot 1990 was de PDG overigens de enige toegestane partij van het land. 

## Zetelverdeling

## Lijst van voorzitters van de Nationale Vergadering
- 1960 - 1961 : Paul Gondjout
- 1961 - 1964 :  Louis Bigman
- 1964 - 1975 : George Damas Aleka
- 1975 - 1980 : Paul Gondjout
- 1980 - 1990 : Augustin Boumah
- 1990 - 1993 : Jules Aristide Bourdes Ougoulinguende
- 1993 - 1996 : Marcel Éloi Rahandi Chambrier
- 1997 - 2016 : Guy Nzouba-Ndama
- 2016 - 2018 : Richard Auguste Onouviet
- 2019 - heden: Faustin Boukoubi